# Mateja Kosovelj
Mateja Kosovelj, née le 13 mars 1988, est une coureuse de fond slovène. Elle a remporté le Grand Prix WMRA 2013.

## Biographie
Mateja Kosovelj démontre de bonnes performances en catégorie junior en remportant la médaille de bronze lors du trophée mondial 2003 et 2004, puis l'argent en 2005.
Le 9 juillet 2006, elle décroche la médaille d'argent aux championnats d'Europe de course en montagne à Úpice. Elle se classe deuxième du Grand Prix WMRA 2006 grâce à sa victoire à Šmarna Gora ainsi que deux podiums aux courses du Grintovec et du rocher de Gibraltar.
Elle déménage de sa ville de Nova Gorica à Ljubljana pour ses études. Elle tente de les concilier avec le sport mais sans encadrement, son entraînement n'est pas adapté et elle souffre de nombreuses petites blessures, dont plusieurs fractures de fatigue.
Le 5 mai 2013, elle et son frère terminent tous deux deuxièmes du marathon de Trieste. Elle remporte le bronze le 6 juillet aux championnats d'Europe de course en montagne à Borovets. Durant la saison 2013, elle remporte les courses de montagne du Grintovec et de l'Asitzgipfel, termine sur le podium à Arco et à Šmarna Gora. Elle remporte ainsi le Grand Prix WMRA 2013.
Elle prend part au Challenge mondial de course en montagne longue distance 2014 avec son frère. Alors que ce dernier perd son titre sur la difficile ascension de Pikes Peak, Mateja réalise une bonne course et termine au pied du podium.
Elle tente de se qualifier pour le marathon des Jeux olympiques d'été de 2016 mais échoue et des blessures à répétitions la tiennent hors de toute compétition pendant quelques années,.
Elle effectue son retour à la compétition en 2019. Elle se qualifie pour les championnats d'Europe de course en montagne à Zermatt où elle termine à la 42e place.

## Vie privée
Mateja Kosovel est la fille du marathonien Edvin Kosovelj et la sœur de Mitja.

## Palmarès

### Course en montagne
| no  | féminin            | Course                                                  | Longueur | Départ            | Temps           |
| --- | ------------------ | ------------------------------------------------------- | -------- | ----------------- | --------------- |
| 47e | Médaille d'argent  | Course de Šmarna Gora                                   | 9,2 km   | 9 octobre 2004    | 52 min 33 s     |
| 1re | Médaille d'or      | Trophée Vanoni                                          | 5 km     | 23 octobre 2005   | 22 min 22 s     |
| 32e | Médaille d'argent  | Course de Šmarna Gora                                   | 9,2 km   | 29 octobre 2005   | 48 min 9 s      |
| 2e  | Médaille d'argent  | Championnats d'Europe de course en montagne             | 7,9 km   | 9 juillet 2006    | 42 min 12 s     |
| 27e | Médaille d'argent  | Course de montagne du Grintovec                         | 9,6 km   | 30 juillet 2006   | 1 h 36 min 8 s  |
| 21e | Médaille d'or      | Course de Šmarna Gora                                   | 9,2 km   | 7 octobre 2006    | 46 min 15 s     |
| 1re | Médaille d'or      | Mémorial Partigiani Stellina                            | 8,1 km   | 26 août 2007      | 50 min 50 s     |
| 43e | Médaille de bronze | Course de Šmarna Gora                                   | 9,2 km   | 6 octobre 2007    | 50 min 24 s     |
| 4e  | 4e                 | Championnats d'Europe de course en montagne             | 8,75 km  | 12 juillet 2008   | 41 min 20 s     |
| 28e | Médaille d'argent  | Course de Schlickeralm                                  | 11,2 km  | 3 août 2008       | 1 h 11 min 56 s |
| 3e  | Médaille de bronze | Course de montagne du Feuerkogel                        | 9 km     | 10 août 2008      | 1 h 3 min 42 s  |
| 1re | Médaille d'or      | Mémorial Partigiani Stellina                            | 8,1 km   | 24 août 2008      | 49 min 41 s     |
| 38e | Médaille de bronze | Course de Šmarna Gora                                   | 9,2 km   | 4 octobre 2008    | 48 min 41 s     |
| 2e  | Médaille d'argent  | Course de montagne du Feuerkogel                        | 9 km     | 5 août 2009       | 1 h 2 min 36 s  |
| 8e  | 8e                 | Championnats du monde de course en montagne             | 8,8 km   | 6 septembre 2009  | 45 min 23 s     |
| 9e  | 9e                 | Championnats d'Europe de course en montagne             | 9 km     | 4 juillet 2010    | 41 min 4 s      |
| 2e  | Médaille d'argent  | Mémorial Partigiani Stellina                            | 7,67 km  | 22 août 2010      | 45 min 0 s      |
| 5e  | 5e                 | Championnats du monde de course en montagne             | 8,5 km   | 5 septembre 2010  | 51 min 24 s     |
| 30e | Médaille de bronze | Course de Šmarna Gora                                   | 10 km    | 2 octobre 2010    | 51 min 26 s     |
| 28e | Médaille de bronze | Course de montagne du Grintovec                         | 9,6 km   | 29 juillet 2012   | 1 h 41 min 14 s |
| 6e  | 6e                 | Championnats du monde de course en montagne             | 8,8 km   | 6 septembre 2012  | 48 min 27 s     |
| 21e | Médaille d'or      | Course de Šmarna Gora                                   | 10 km    | 6 octobre 2012    | 48 min 46 s     |
| 3e  | Médaille de bronze | Championnats d'Europe de course en montagne             | 8,8 km   | 6 juillet 2013    | 53 min 8 s      |
| 21e | Médaille d'or      | Course de montagne du Grintovec                         | 9,6 km   | 28 juillet 2013   | 1 h 40 min 9 s  |
| 4e  | 4e                 | Championnats du monde de course en montagne             | 9,08 km  | 8 septembre 2013  | 43 min 51 s     |
| 24e | Médaille d'or      | Course de montagne de l'Asitzgipfel                     | 8 km     | 15 septembre 2013 | 56 min 37 s     |
| 39e | Médaille de bronze | Course de Šmarna Gora                                   | 10 km    | 5 octobre 2013    | 51 min 41 s     |
| 1re | Médaille d'or      | Championnats de Slovénie de course en montagne          | 5,5 km   | 24 mai 2014       | 23 min 29 s     |
| 2e  | Médaille d'argent  | Championnats d'Europe de course en montagne             | 8,1 km   | 12 juillet 2014   | 40 min 53 s     |
| 4e  | 4e                 | Challenge mondial de course en montagne longue distance | 21,4 km  | 16 août 2014      | 2 h 42 min 43 s |
| 7e  | 7e                 | Championnats du monde de course en montagne             | 8,4 km   | 14 septembre 2014 | 49 min 16 s     |
| 29e | Médaille d'argent  | Course de Šmarna Gora                                   | 10 km    | 4 octobre 2014    | 51 min 44 s     |

### Route
| Année | Compétition                   | Lieu      | Place | Épreuve       | Performance     |
| ----- | ----------------------------- | --------- | ----- | ------------- | --------------- |
| 2006  | Città di Palmanova            | Palmanova | 1re   | Semi-marathon | 1 h 18 min 28 s |
| 2007  | Semi-marathon de Ljubljana    | Ljubljana | 1re   | Semi-marathon | 1 h 18 min 57 s |
| 2007  | Città di Palmanova            | Palmanova | 1re   | Semi-marathon | 1 h 18 min 26 s |
| 2008  | Città di Palmanova            | Palmanova | 1re   | Semi-marathon | 1 h 19 min 37 s |
| 2012  | Marathon de Padoue            | Padoue    | 5e    | Marathon      | 2 h 43 min 3 s  |
| 2012  | Semi-marathon de Trieste      | Trieste   | 3e    | Semi-marathon | 1 h 17 min 25 s |
| 2013  | Marathon de Trieste           | Trieste   | 2e    | Marathon      | 2 h 48 min 37 s |
| 2014  | Semi-marathon des trois cœurs | Radenci   | 3e    | Semi-marathon | 1 h 20 min 25 s |

## Records
| Épreuve       | Performance     | Date          | Lieu      |
| ------------- | --------------- | ------------- | --------- |
| 3 000 mètres  | 9 min 40 s 26   | 23 juin 2006  | Velenje   |
| 5 000 mètres  | 16 min 54 s 60  | 10 juin 2006  | Ljubljana |
| 10 000 mètres | 35 min 17 s 74  | 25 mars 2006  | Velenje   |
| 10 kilomètres | 37 min 12 s     | 19 mai 2012   | Radenci   |
| Semi-marathon | 1 h 15 min 13 s | 4 mars 2012   | Gorizia   |
| Marathon      | 2 h 43 min 3 s  | 22 avril 2012 | Padoue    |